# Дугоотростчатый сустав
Дугоотростчатые суставы (articulationes zygapophysiales) образуются между верхним суставным отростком (processus articularis superior) нижележащего позвонка и нижним суставным отростком (processus articularis inferior) вышележащего позвонка. Суставная капсула укрепляется по краю суставного хряща. Суставная полость располагается соответственно положению и направлению суставных поверхностей, приближаясь в шейном отделе к горизонтальной плоскости, в грудном — к фронтальной и в поясничном отделе — к сагиттальной плоскости.
Дугоотростчатые суставы относятся в шейном и грудном отделах позвоночного столба к плоским суставам, в поясничном — к цилиндрическим.
Функционально их относят к группе малоподвижных суставов.
Симметричные дугоотростчатые соединения являются комбинированными сочленениями, то есть такими, в которых движение в одном суставе обязательно влечёт за собой смещение в другом, так как оба сустава являются образованиями суставных отростков на одной и той же кости.